# Fransk-kinesiska kriget
Fransk-kinesiska kriget var en väpnad konflikt mellan augusti 1884 och april 1885. Kombattanterna var Frankrike och Kina. Konflikten handlade om vem som skulle ha överhöghet över Annam.
Konflikten om överhögheten över Annam ledde efter skärmytslingar vid Bắc Lệ till öppet krig, dock utan krigsförklaring, mellan Frankrike och Kina 1884. Franska örlogsfartyg bombarderade Fuzhou och Formosa. Under striderna i Tonkin växlade krigslyckan. Trots att Kina inte lidit något avgörande nederlag ville inte Li Hongzhang spänna bågen för högt. Efter fredsförmedling av sir Robert Hart slöt den kinesiske kejsaren fred med Frankrike i Tientsin 1885. Kina avsade sig därmed överhögheten över Annam i utbyte mot franska garantier för Kinas gränser i söder.